# Fußball-Club Bayern München 1962-1963
Questa voce raccoglie le informazioni riguardanti il Fußball-Club Bayern München nelle competizioni ufficiali della stagione 1962-1963.

## Stagione
Nella stagione 1962-1963 il Bayern Monaco, allenato da Helmut Schneider, concluse il campionato di Oberliga sud al 3º posto. In Coppa delle Fiere il Bayern Monaco fu eliminato ai quarti di finale dal Dinamo Zagabria.

## Rosa
| N. |                     | Ruolo | Calciatore          |
| -- | ------------------- | ----- | ------------------- |
|    | Germania (bandiera) | P     | Fritz Kosar         |
|    | Germania (bandiera) | P     | Sepp Maier          |
|    | Germania (bandiera) | D     | Karl Borutta        |
|    | Germania (bandiera) | D     | Herbert Erhardt     |
|    | Germania (bandiera) | D     | Adolf Kunstwadl     |
|    | Germania (bandiera) | D     | Peter Kupferschmidt |
|    | Germania (bandiera) | D     | Werner Olk          |
|    | Germania (bandiera) | D     | Siegfried Tietz     |
|    | Germania (bandiera) | D     | Norbert Wodarzik    |
|    | Germania (bandiera) | C     | Werner Arnold       |
|    | Germania (bandiera) | C     | Georg Bogeschdorfer |
|    | Germania (bandiera) | C     | Jakob Drescher      |

| N. |                     | Ruolo | Calciatore         |
| -- | ------------------- | ----- | ------------------ |
|    | Germania (bandiera) | C     | Willi Giesemann    |
|    | Germania (bandiera) | C     | Peter Grosser      |
|    | Germania (bandiera) | C     | Robert Grosser     |
|    | Germania (bandiera) | C     | Rudolf Grosser     |
|    | Germania (bandiera) | C     | Rainer Ohlhauser   |
|    | Germania (bandiera) | C     | Heinz Ostner       |
|    | Germania (bandiera) | C     | Harry Sieber       |
|    | Germania (bandiera) | A     | Alfred Brecht      |
|    | Germania (bandiera) | A     | Dieter Brenninger  |
|    | Germania (bandiera) | A     | Peter Fröhlich     |
|    | Germania (bandiera) | A     | Josef Röckenwagner |
|    | Germania (bandiera) | A     | Karl Schneider     |

## Organigramma societario
Area tecnica
- Allenatore: Herbert Erhardt
- Allenatore in seconda:
- Preparatore dei portieri:
- Preparatori atletici:
- Analisi video:

## Calciomercato

### Sessione estiva
| Acquisti | Acquisti         | Acquisti          | Acquisti |
| R.       | Nome             | da                | Modalità |
| -------- | ---------------- | ----------------- | -------- |
| C        | Werner Arnold    | Bayern Hof        |          |
| D        | Herbert Erhardt  | Greuther Fürth    |          |
| P        | Sepp Maier       | Bayern Monaco U19 |          |
| D        | Norbert Wodarzik | Reutlingen        |          |

| Cessioni | Cessioni           | Cessioni         | Cessioni |
| R.       | Nome               | a                | Modalità |
| -------- | ------------------ | ---------------- | -------- |
| C        | Karl-Heinz Peschen | Schwaben Augusta |          |
| A        | Joachim Thimm      | Karlsruhe        |          |

## Risultati

### Oberliga sud

#### Girone di andata
| Arbitro: | Jacobi |

|  |           |                                        |
|  | Marcatori | 5’, 57’, 59’ Schämer 12’ Hahn 62’ Kreß |

| Arbitro: | Fritz |

|                                                         |           |                                       |
| Biesinger 51’ Kostorz 55’ (rig.) Kammal 55’ Bertram 60’ | Marcatori | 9’, 71’ Ohlhauser 11’, 18’ Brenninger |

| Arbitro: | Meißner |

|                                     |           |             |
| Grosser 5’, 16’, 25’ Brenninger 33’ | Marcatori | 59’ Metzger |

| Arbitro: | Ommerborn |

|                                               |           |               |
| Engel 9’ Siebert 25’, 42’, 56’, 89’ Praxl 35’ | Marcatori | 48’ Ohlhauser |

| Arbitro: | Kreitlein |

|  |           |                          |
|  | Marcatori | 33’ Sieber 77’ Ohlhauser |

| Arbitro: | Kandlbinder |

|                                      |           |         |
| Ohlhauser 22’, 57’ Sieber 72’ (rig.) | Marcatori | 3’ Heiß |

| Arbitro: | Neumeier |

|                         |           |                                   |
| Sterzik 2’ Pastoors 65’ | Marcatori | 5’ (rig.), 80’ Sieber 52’ Grosser |

| Arbitro: | Treiber |

|                                |           |                       |
| Grosser 4’, 31’ Brenninger 74’ | Marcatori | 16’ Kuster 49’ Michel |

| Arbitro: | Spinnler |

|                    |           |                              |
| Nuber 35’ Gast 36’ | Marcatori | 38’ Ohlhauser 54’ Brenninger |

| Arbitro: | Alt |

|                          |           |                                                       |
| Ohlhauser 11’ Sieber 51’ | Marcatori | 31’, 61’ Geisert 43’, 77’ (rig.) Witlatschil 65’ Wild |

| Arbitro: | Kreitlein |

|  |           |               |
|  | Marcatori | 13’ Ohlhauser |

| Arbitro: | Reil |

|                    |           |  |
| Ohlhauser 28’, 58’ | Marcatori |  |

| Arbitro: | Tschenscher |

|                            |           |                                   |
| Kraus 27’, 45’ Masurek 32’ | Marcatori | 34’, 40’ Brenninger 73’ Ohlhauser |

| Arbitro: | Jacobi |

|                    |           |          |
| Ohlhauser 28’, 66’ | Marcatori | 2’ Weise |

| Arbitro: | Kandlbinder |

|  |           |             |
|  | Marcatori | 63’ Erhardt |

#### Girone di ritorno
| Arbitro: | Handwerker |

|                    |           |               |
| Stein 68’ Solz 71’ | Marcatori | 26’ Giesemann |

| Arbitro: | Siebert |

| |           |                              |
| Brenninger 14’ Kammal 27’ (aut.) Kasperski 38’ (aut.) Drescher 46’ Ohlhauser 51’ Giesemann 72’ Grosser 84’ | Marcatori | 34’ Sattler 74’, 81’ Gresens |

| Arbitro: | Fritz |

|  |           |             |
|  | Marcatori | 53’ Grosser |

| Arbitro: | Alt |

|                                 |           |              |
| Drescher 50’ Ohlhauser 65’, 88’ | Marcatori | 83’ Beichter |

| Arbitro: | Treiber |

|                                                         |           |               |
| Sieber 47’ (rig.), 70’ Drescher 49’ Brenninger 64’, 72’ | Marcatori | 55’, 74’ Kott |

| Arbitro: | Ott |

|                                |           |             |
| Brunnenmeier 40’, 55’ Heiß 70’ | Marcatori | 22’ Grosser |

| Arbitro: | Hubbuch |

|                                      |           |             |
| Brecht 60’ Ohlhauser 74’ Grosser 80’ | Marcatori | 8’ Fröhlich |

| Arbitro: | Tremmel |

|               |           |                |
| Jendrosch 85’ | Marcatori | 26’ Brenninger |

| Arbitro: | Treiber |

|  |           |          |
|  | Marcatori | 14’ Benz |

| Arbitro: | Rodenhausen |

|           |           |                                               |
| Thimm 12’ | Marcatori | 34’ Brenninger 72’ Ohlhauser 85’ Röckenwagner |

| Arbitro: | Scheuring |

|                                                        |           |             |
| Grosser 3’ Ohlhauser 9’, 85’ Brecht 24’ Brenninger 50’ | Marcatori | 79’ Lindner |

| Arbitro: | Fischer |

|                             |           |                              |
| Morlock 13’, 85’ Strehl 62’ | Marcatori | 65’ Brenninger 67’ Ohlhauser |

| Arbitro: | Jedele |

|               |           |  |
| Ohlhauser 36’ | Marcatori |  |

| Arbitro: | Handwerker |

|            |           |  |
| Wanner 64’ | Marcatori |  |

| Arbitro: | Betz |

|              |           |  |
| Ohlhauser 4’ | Marcatori |  |

### Coppa delle Fiere
| Arbitro: | Mootz |

|  |           |                                  |
|  | Marcatori | 41’, 70’ Brenninger 86’ Drescher |

| 3 novembre 1962 Primo turno - ritorno | Bayern Monaco | 3 – 0 a tavolino | Basilea |  |

| Arbitro: | Bucheli |

|                                                                                     |           |  |
| Ohlhauser 12’ Kosar 47’ (rig.) Borutta 57’ Brenninger 77’ Grosser 80’ Giesemann 83’ | Marcatori |  |

| Arbitro: | Davidson |

|           |           |  |
| Dixon 58’ | Marcatori |  |

| Arbitro: | Heymann |

|            |           |                                            |
| Brecht 86’ | Marcatori | 19’, 45’ Zambata 52’ Jerković 66’ Kobešćak |

| Zagabria 3 aprile 1963 Quarti di finale - ritorno | Dinamo Zagabria | 0 – 0 referto | Bayern Monaco | Stadio Maksimir (12 000 spett.)\| Arbitro: \| Gerçeker \| |
| Arbitro:                                          | Gerçeker        |               |               |                                                           |

## Statistiche

### Statistiche di squadra
| Competizione      | Punti | In casa | In casa | In casa | In casa | In casa | In casa | In trasferta | In trasferta | In trasferta | In trasferta | In trasferta | In trasferta | Totale | Totale | Totale | Totale | Totale | Totale | DR  |
| Competizione      | Punti | G       | V       | N       | P       | Gf      | Gs      | G            | V            | N            | P            | Gf           | Gs           | G      | V      | N      | P      | Gf     | Gs     | DR  |
| ----------------- | ----- | ------- | ------- | ------- | ------- | ------- | ------- | ------------ | ------------ | ------------ | ------------ | ------------ | ------------ | ------ | ------ | ------ | ------ | ------ | ------ | --- |
| Oberliga sud      | 40    | 15      | 12      | 0       | 3       | 41      | 24      | 15           | 6            | 4            | 5            | 26           | 28           | 30     | 18     | 4      | 8      | 67     | 52     | +15 |
| Coppa delle Fiere | -     | 3       | 2       | 0       | 1       | 10      | 4       | 3            | 1            | 1            | 1            | 3            | 1            | 6      | 3      | 1      | 2      | 13     | 5      | +8  |
| Totale            | 40    | 18      | 14      | 0       | 4       | 51      | 28      | 18           | 7            | 5            | 6            | 29           | 29           | 36     | 21     | 5      | 10     | 80     | 57     | +23 |

### Andamento in campionato
| Giornata  | 1  | 2  | 3  | 4  | 5 | 6 | 7 | 8 | 9 | 10 | 11 | 12 | 13 | 14 | 15 | 16 | 17 | 18 | 19 | 20 | 21 | 22 | 23 | 24 | 25 | 26 | 27 | 28 | 29 | 30 |
| --------- | -- | -- | -- | -- | - | - | - | - | - | -- | -- | -- | -- | -- | -- | -- | -- | -- | -- | -- | -- | -- | -- | -- | -- | -- | -- | -- | -- | -- |
| Luogo     | C  | T  | C  | T  | T | C | T | C | T | C  | T  | C  | T  | C  | T  | T  | C  | T  | C  | C  | T  | C  | T  | C  | T  | C  | T  | C  | T  | C  |
| Risultato | P  | N  | V  | P  | V | V | V | V | N | P  | V  | V  | N  | V  | V  | P  | V  | V  | V  | V  | P  | V  | N  | P  | V  | V  | P  | V  | P  | V  |
| Posizione | 16 | 15 | 10 | 14 | 7 | 5 | 4 | 3 | 4 | 5  | 4  | 4  | 4  | 3  | 3  | 4  | 3  | 3  | 3  | 2  | 3  | 2  | 2  | 3  | 2  | 2  | 2  | 2  | 4  | 3  |

Legenda:

Luogo: C = Casa; T = Trasferta. Risultato: V = Vittoria; N = Pareggio; P = Sconfitta.

### Statistiche dei giocatori
| Giocatore        | Oberliga sud | Oberliga sud | Oberliga sud | Oberliga sud | Coppa delle Fiere | Coppa delle Fiere | Coppa delle Fiere | Coppa delle Fiere | Totale   | Totale | Totale      | Totale     |
| Giocatore        | Presenze     | Reti         | Ammonizioni  | Espulsioni   | Presenze          | Reti              | Ammonizioni       | Espulsioni        | Presenze | Reti   | Ammonizioni | Espulsioni |
| ---------------- | ------------ | ------------ | ------------ | ------------ | ----------------- | ----------------- | ----------------- | ----------------- | -------- | ------ | ----------- | ---------- |
| W. Arnold        | 3            | 0            | 0            | 0            | 0                 | 0                 | 0                 | 0                 | 3        | 0      | 0           | 0          |
| G. Bogeschdorfer | 1            | 0            | 0            | 0            | 0                 | 0                 | 0                 | 0                 | 1        | 0      | 0           | 0          |
| K. Borutta       | 20           | 0            | 0            | 0            | 4                 | 1                 | 0                 | 0                 | 24       | 1      | 0           | 0          |
| A. Brecht        | 6            | 2            | 0            | 0            | 1                 | 1                 | 0                 | 0                 | 7        | 3      | 0           | 0          |
| D. Brenninger    | 25           | 14           | 0            | 0            | 4                 | 3                 | 0                 | 0                 | 29       | 17     | 0           | 0          |
| J. Drescher      | 23           | 3            | 0            | 0            | 5                 | 1                 | 0                 | 0                 | 28       | 4      | 0           | 0          |
| H. Erhardt       | 28           | 1            | 0            | 0            | 2                 | 0                 | 0                 | 0                 | 30       | 1      | 0           | 0          |
| P. Fröhlich      | 3            | 0            | 0            | 0            | 1                 | 0                 | 0                 | 0                 | 4        | 0      | 0           | 0          |
| W. Giesemann     | 25           | 2            | 0            | 0            | 5                 | 1                 | 0                 | 0                 | 30       | 3      | 0           | 0          |
| P. Grosser       | 28           | 11           | 0            | 0            | 5                 | 1                 | 0                 | 0                 | 33       | 12     | 0           | 0          |
| R. Grosser       | 0            | 0            | 0            | 0            | 0                 | 0                 | 0                 | 0                 | 0        | 0      | 0           | 0          |
| R. Grosser       | 0            | 0            | 0            | 0            | 1                 | 0                 | 0                 | 0                 | 1        | 0      | 0           | 0          |
| F. Kosar         | 27           | 0            | 0            | 0            | 5                 | 1                 | 0                 | 0                 | 32       | 1      | 0           | 0          |
| A. Kunstwadl     | 24           | 0            | 0            | 0            | 5                 | 0                 | 0                 | 0                 | 29       | 0      | 0           | 0          |
| P. Kupferschmidt | 10           | 0            | 0            | 0            | 3                 | 0                 | 0                 | 0                 | 13       | 0      | 0           | 0          |
| S. Maier         | 4            | 0            | 0            | 0            | 1                 | 0                 | 0                 | 0                 | 5        | 0      | 0           | 0          |
| R. Ohlhauser     | 29           | 24           | 0            | 0            | 4                 | 1                 | 0                 | 0                 | 33       | 25     | 0           | 0          |
| W. Olk           | 20           | 0            | 0            | 0            | 3                 | 0                 | 0                 | 0                 | 23       | 0      | 0           | 0          |
| H. Ostner        | 17           | 0            | 0            | 0            | 3                 | 0                 | 0                 | 0                 | 20       | 0      | 0           | 0          |
| J. Röckenwagner  | 4            | 1            | 0            | 0            | 0                 | 0                 | 0                 | 0                 | 4        | 1      | 0           | 0          |
| K. Schneider     | 5            | 0            | 0            | 0            | 0                 | 0                 | 0                 | 0                 | 5        | 0      | 0           | 0          |
| H. Sieber        | 14           | 7            | 0            | 0            | 3                 | 0                 | 0                 | 0                 | 17       | 7      | 0           | 0          |
| S. Tietz         | 1            | 0            | 0            | 0            | 0                 | 0                 | 0                 | 0                 | 1        | 0      | 0           | 0          |
| N. Wodarzik      | 13           | 0            | 0            | 0            | 1                 | 0                 | 0                 | 0                 | 14       | 0      | 0           | 0          |